# Magdalena Piekarska
Pour les articles homonymes, voir Piekarska.
Magdalena Piekarska (née le 28 novembre 1986 à Varsovie) est une escrimeuse polonaise, spécialiste de l'épée, vice-championne du monde.

## Palmarès

### Jeux olympiques
- 2012 à Londres, (Royaume-Uni)
  - Qualifiée en épée individuel

### Championnats du monde
- 2009 à Antalya,  Turquie
  -   Vice-championne du monde en épée par équipe

### Championnats d'Europe
- 2010 à Leipzig,  Allemagne
  -  Vice-championne d'Europe en épée individuelle
  -  Championne d'Europe en épée par équipe
- 2009 à Plovdiv,  Bulgarie
  -  Vice-championne d'Europe en épée par équipe